# Дженико д’Артуа
Сэр Дженико д’Артуа, Дартас, Дартасс или Дартассо (англ. Sir Jenico d'Artois, Dartas, Dartass or Dartasso; ок. 1350 — ноябрь 1426) — гасконский солдат и государственный деятель, большая часть карьеры которого прошла в Ирландии. Он пользовался доверием трёх сменявших друг друга английских монархов и стал богатым землевладельцем в Ирландии.

## Ранняя карьера
Хотя наиболее известная версия его фамилии предполагает, что область Артуа был его родиной, историки сходятся во мнении, что он был уроженцем Гаскони. Эта провинция во Франции, которая была частью приданого герцогини Элеоноры Аквитанской при её браке в 1152 году с королём Англии Генрихом II Плантагенетом, была в XIV веке английским владением. Мало что известно о его родителях, хотя у него был по крайней мере один брат, Сэмпсон, с которым он оставался близок на протяжении всей своей жизни.
Дженико Д’Артуа служил в Шербурском гарнизоне в 1367 и 1368 годах, когда город был владением короля Карла II Наваррского. В январе 1379 года он участвовал в захвате и выкупе Оливье де Геклина, брата Бертрана дю Геклена, коннетабля Франции. К тому времени Шербург охранял соединённый англо-наваррский гарнизон. Д’Артуа перешёл из Наварры на службу в Англию и к декабрю 1380 года перебрался в гарнизон в Гине, в пределах Кале. Он приобрёл покровительство Генри Перси, 1-го графа Нортумберленда, к 1384 году, а впоследствии поступил на службу к сыну графа, Генри «Хотспуру» Перси. Д’Артуа командовал одним из кораблей Хотспура в его экспедиции 1387 года, чтобы освободить Брест, и в следующем году был захвачен вместе с ним в битве при Оттерберне.

## Слуга английской короны
В 1390 году Дженико д’Артуа присоединился к Берберскому крестовому походу, возглавляемому Людовиком II, герцогом Бурбонским. Впоследствии он присоединился к Генриху Болингброку (будущему Генриху IV английскому) в Литве, сражаясь с тевтонскими рыцарями. Его подвиги там привлекли к нему внимание Джона Уолтема (лорда-верховного казначея при Ричарде II), который нанял его в качестве домашнего эсквайра. В сентябре 1392 года д’Артуа поступил на службу к Ричарду II, и к 1394 году он, как известно, пользовался большой благосклонностью короля.
Он сопровождал короля в его военной экспедиции в Ирландию в том же году и отличился как солдат, сражаясь против ирландских кланов в графствах Карлоу и Килкенни. Он получил солидный земельный надел в южном графстве Дублин «за свою добрую службу против ирландцев Лейнстера и за свою постоянную преданность». Д’Артуа не был особенно благодарен за эту награду и высказал знаменитую жалобу на своё новое поместье: «оно стоило бы больше тысячи марок в год, если бы находилось недалеко от Лондона». но мне так трудно сохранить его, что я не хотел бы жить здесь долго, на четверть всей земли Ирландии". Он претендовал на поместье Хантспилл-Марриз в графстве Сомерсет, но король поддержал соперничающие притязания Джеймса Батлера, 3-го графа Ормонда.

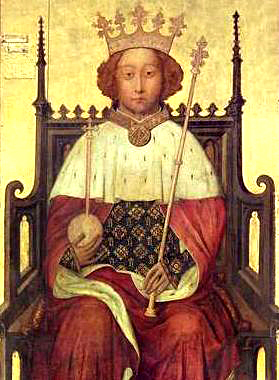
Король Англии Ричард II, которому Дженико д’Артуа преданно служил до конца своего правления

В 1398 году, когда Роджер Мортимер, 4-й граф Марч, лорд-лейтенант Ирландии, был убит в стычке с кланом О’Брайенов в Келлсе, графство Мит, Дженико д’Артуа был назначен ответственным за репрессии против О’Брайенов. Сообщалось, что он «убил, захватил в плен или привёл в подчинение многих ирландцев».

## Его служба дому Ланкастер
Он сопровождал короля Ричарда II во время его злополучного возвращения в Англию в 1399 году, и когда враги Ричарда двинулись, чтобы свергнуть его, Дженико, который, как известно, был одним из самых верных сторонников короля, был арестован в Честере . После вынужденного отречения Ричарда от престола и его смерти в начале 1400 года, учитывая преданность Дженико покойному королю, можно было ожидать, что новый режим лишит его свободы или даже жизни, что стало уделом нескольких ближайших советников Ричарда. Дженико Д’Артуа не помог ему, упрямо продолжая носить ливрею Ричарда. Однако у него было несколько влиятельных друзей при новом режиме, которые умоляли о помиловании от его имени. Новый король Англии Генрих IV ценил Дженико за его военные способности (они, конечно, служили вместе с тевтонскими рыцарями в Литве). Его преданность Ричарду не была направлена против него, и он получил королевское прощение.
Он служил в английской армии, которая вторглась в Шотландию в августе 1400 года. Генрих IV надеялся воспользоваться серьёзными политическими разногласиями в Шотландии, чтобы убедить престарелого и немощного короля Шотландии Роберта III Стюарта признать короля Англии своим феодальным сюзереном, требование, которое английская корона периодически возрождала на протяжении веков, но которое шотландцы всегда отвергали. Вряд ли военные навыки Дженико понадобились во время кампании, так как шотландская армия благоразумно отказалась дать сражение, и Генрих, стремившийся сохранить имидж доброжелательного сюзерена, отдал строгий приказ, чтобы не было никаких грабежей или грабежей. Через две недели английская армия вышла из Шотландии, так ничего и не добившись.

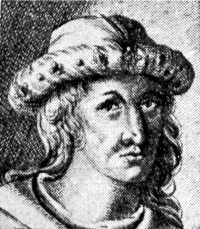
Король Шотландии Роберт III Стюарт — д’Артуа служил в английской армии, которая вторглась в его королевство в 1400 году

Дженико д’Артуа был назначен констеблем Дублинского замка примерно в 1401 году, а затем стал верховным шерифом Мита, сенешалем Ольстера и адмиралом Ирландии. Он был назначен членом совета, который консультировал сына короля, Томаса Ланкастера, 1-го герцога Кларенса, который был главным губернатором Ирландии в 1401—1413 годах. Он получил в своё распоряжение Замок Трим и приобрёл значительные земли в графствах Мит, Лаут и Даун. Его главная резиденция находилась в Ардглассе в графстве Даун. Его женитьба примерно в 1403 году на наследнице графства Мит Джоан Тааффе, вдове верховного судьи Питера Роу, сделала его видным членом англо-ирландского дворянства Пейла. Граф Ормонд, который когда-то поссорился с ним из-за права владеть землями в Сомерсете, теперь стремился стать его другом и передал ему в аренду другое поместье Ормондов в Бакингемшире.
Английский король Генрих V разделял доверие двух своих предшественников к Дженико: в 1413 году он был назначен совместным губернатором Ирландии в отсутствие лорда-лейтенанта Ирландии, а в 1418 году он служил вместе с королём Генриха V в его военной кампании во Франции. Он умер в ноябре 1426 года.

## Браки и потомки
Первым браком, в 1403 или 1404 году, он женился на Джоан Таафф, дочери сэра Николаса Тааффа из замка Лискартон близ Навана и вдове Питера Роу, лорда-верховного судьи Ирландии. Его вторая жена Елизавета пережила его и была одним из исполнителей его завещания. У него было двое детей от первого брака:
- Сэр Дженико д’Артуа Младший
- Джейн, которая вышла замуж, во-первых, за Кристофера Престона, 3-го барона Горманстона, а во-вторых, за Джайлса Торндона[англ.] (ок. 1388—1477), бывшего лорда-казначея Ирландии[14].

Младший Дженико д’Артуа женился на Джейн Сержант, дочери и сонаследнице сэра Роберта Сержанта из Каслнока. Смерть сэра Роберта привела к ожесточённому спору о наследстве Сержантов между Дженико и Сэром Николасом Барнуоллом, лордом-верховным судьёй Ирландии, который женился на сестре Джейн и сонаследнице Исмей.
У юных Дженико и Джейн была единственная дочь и наследница Маргарет, которая вышла замуж, во-первых, за сэра Джона Даудалла из Ньютауна, а во-вторых, за Роланда ФицЮстаса (ок. 1430—1496), 1-го барона Портлестера. Через дочь Роуленда Элисон, графиню Килдэр, большая часть наследства д’Артуа перешла по наследству к графу Килдэру.
Сэмпсон д’Артуа, канцлер казначейства Ирландии в 1424—1431 годах, был близким родственником, возможно, братом Дженико. Он был соисполнителем завещания вдовы Дженико.
Необычное имя д’Артуа сохранилось в семье Престон. Многие из мальчиков семьи Престон из поколения в поколение носили имя Дженико. Возможный потомок — ирландский политик Джон Дардис (род. 1945).

## Личность
Дженико был описан как один из самых ярких персонажей в Европе своей эпохи. Он был военным авантюристом, который, несомненно, «свил себе гнездо» во время своего пребывания в Ирландии, и все же он оказал хорошую и верную службу трём монархам и заслужил их доверие. Эдмунд Кертис замечает, что если бы в Ирландии XV века было больше людей его калибра, то власть английской короны в стране была бы гораздо более надёжной.